# خان‌آباد (الیگودرز)
 خان‌آباد  روستایی است از توابع بخش بربرود غربی شهرستان الیگودرز در استان لرستان ایران.

## جمعیت

سد خان آباد

این روستا در دهستان بربرود غربی قرار دارد و بر اساس سرشماری مرکز آمار ایران در سال ۱۳۸۵، جمعیت آن ۵۲۹ نفر است.

## گویش
گویش مردم این روستا لری بختیاری بُربُرودی می‌باشد .